# Bromley Rock Park
Bromley Rock Park är en park i Kanada.   Den ligger i provinsen British Columbia, i den södra delen av landet, 3 300 km väster om huvudstaden Ottawa. Bromley Rock Park ligger 589 meter över havet.
Terrängen runt Bromley Rock Park är kuperad söderut, men norrut är den bergig. Bromley Rock Park ligger nere i en dal. Trakten runt Bromley Rock Park är nära nog obefolkad, med mindre än två invånare per kvadratkilometer.. Närmaste större samhälle är Princeton, 18,6 km väster om Bromley Rock Park.
I omgivningarna runt Bromley Rock Park växer i huvudsak barrskog.